# USB (映画)
『USB』（ユーエスビー）は、2009年の日本映画。

## あらすじ
数年前に原子力発電所の臨界事故が起こった茨城県筑波の小さな町に、医学部浪人5年の祐一郎は住んでいた。祐一郎はギャンブルで借金を重ねたうえ、恋人を妊娠させてしまったことで崖っぷちに立たされていた。そんなある日、幼馴染の甲斐から臨床試験のアルバイトを紹介される。

## 出演
- 渡辺一志 - 祐一郎
- 桃井かおり - 祐一郎の母親
- 峯田和伸 - 甲斐
- 大森南朋 - 信一
- 小野まりえ - 真下恵子
- 岸建太朗 - 南部
- 江本純子 - あや
- 大杉漣 - 大橋組組長
- 野田秀樹 - 藤森
- 羽鳥名美子
- 金子清文

## スタッフ
- 監督・脚本：奥秀太郎
- 撮影：与那覇政之
- 音楽：藤井洋
- 美術：平沢達朗
- 編集：溝上水緒
- スチール：大山ケンジ
- デザイン：野寺尚子